# Heteranthemis viscidehirta
Heteranthemis es un género monotípico perteneciente a la familia de las asteráceas. Su única especie: Heteranthemis viscidehirta, es originaria de la península ibérica y del Norte de África.

## Descripción
Esta planta es nativa de la península ibérica y áreas adyacentes en el norte de África , pero se pueden encontrar en otras partes del mundo como una especie introducida. Es una hierba anual que crece con tallos erectos de 20 a 80 centímetros de altura. Sus hojas son abundantes y de pocos centímetros de largo, onduladas a rizadas y se dividen en lóbulos dentados irregulares. El tallo y las hojas son glandulares y producen un exudado pegajoso. Las plantas son de color amarillo brillante parecidas a las cabezas de las flores, con las bases cubiertas  con grandes brácteas verdes. El centro de la cabeza está cubierto de muchas florecillas amarillas del disco y el borde está bordeado con dientes de flores liguladas amarillas de alrededor de 2 centímetros de largo.

## Taxonomía
Heteranthemis viscidehirta fue descrita por   Heinrich Wilhelm Schott y publicado en Isis oder encyclopädische Zeitung von Oken 1818(5): 822, f. 5. 1818.
Citología
Número de cromosomas de Heteranthemis viscidehirta (Fam. Compositae) y táxones infraespecíficos: 2n=18
Sinonimia
- Centrachena viscida (Desf.) Schott
- Chrysanthemum centrospermum Bernh. ex Rchb.
- Chrysanthemum chrysanthemum Spreng.
- Chrysanthemum hirtum Hort. ex Rchb.
- Chrysanthemum pubescens Hort. ex Rchb.
- Chrysanthemum viscidehirtum (Schott) Thell.
- Chrysanthemum viscosum Desf.
- Pinardia anisocephala Cass.[4]